# 서드 워치
《서드 워치》(영어: Third Watch)는 1999년부터 2005년까지 방영된 미국의 텔레비전 드라마이다.